# 小叶鼠李
小叶鼠李（学名：Rhamnus parvifolia）为鼠李科鼠李属下的一个种。